# دجاج أنكونا
دجاج أنكونا سلالة من الدجاج متوطنة في المملكة المتحدة، نشأت في مدينة أنكونا الإيطالية، ويعتقد أنها أدخلت إلى إنجلترا لأول مرة في 1851. هناك العديد من الآراء حول أصول دجاج أنكونا، والبعض يعتقد أنه ليس إلا نوعا من دجاج ليغهورن.